# Schrankia solitaria
Schrankia solitaria là một loài bướm đêm trong họ Erebidae.